# Московський трамвай

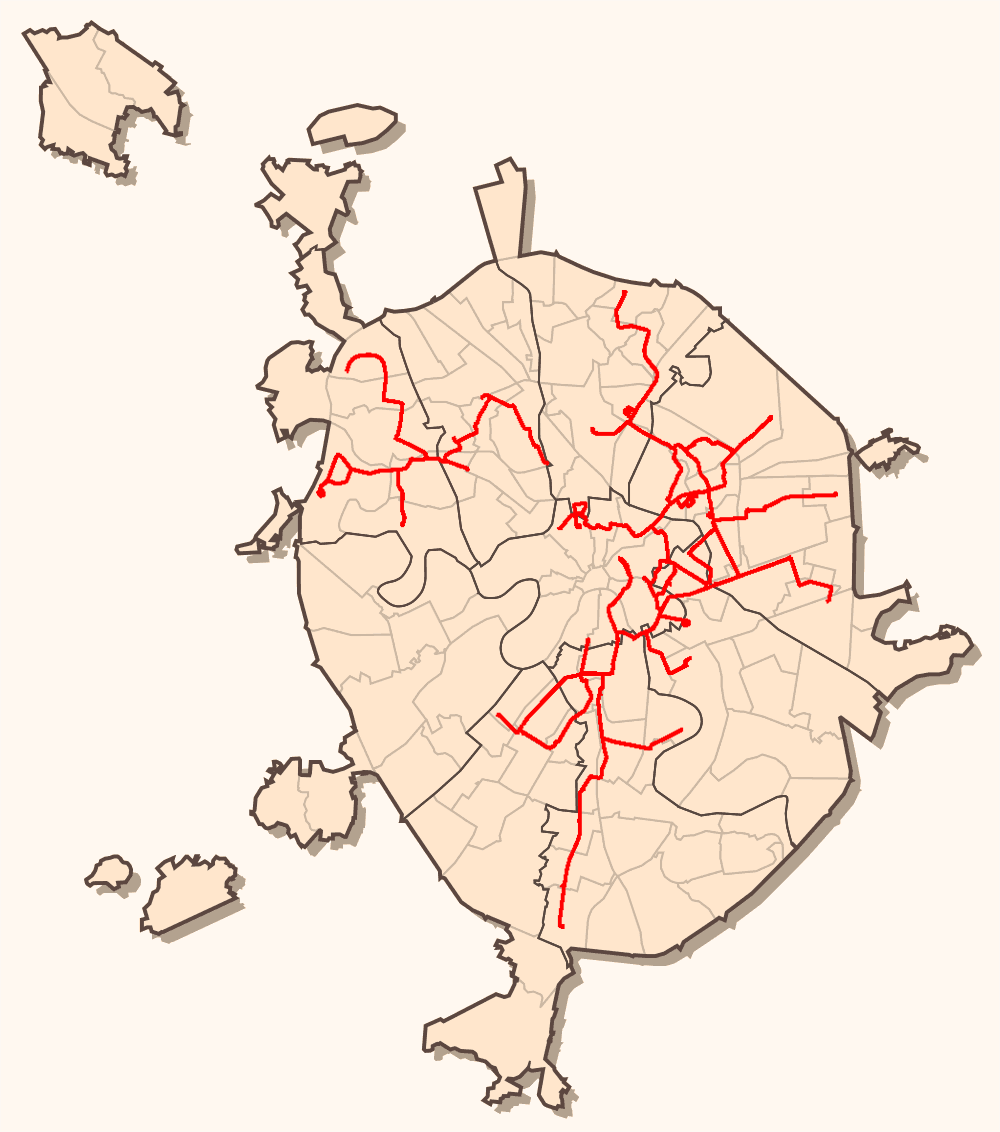
Мережа трамвайних маршрутів у Москві

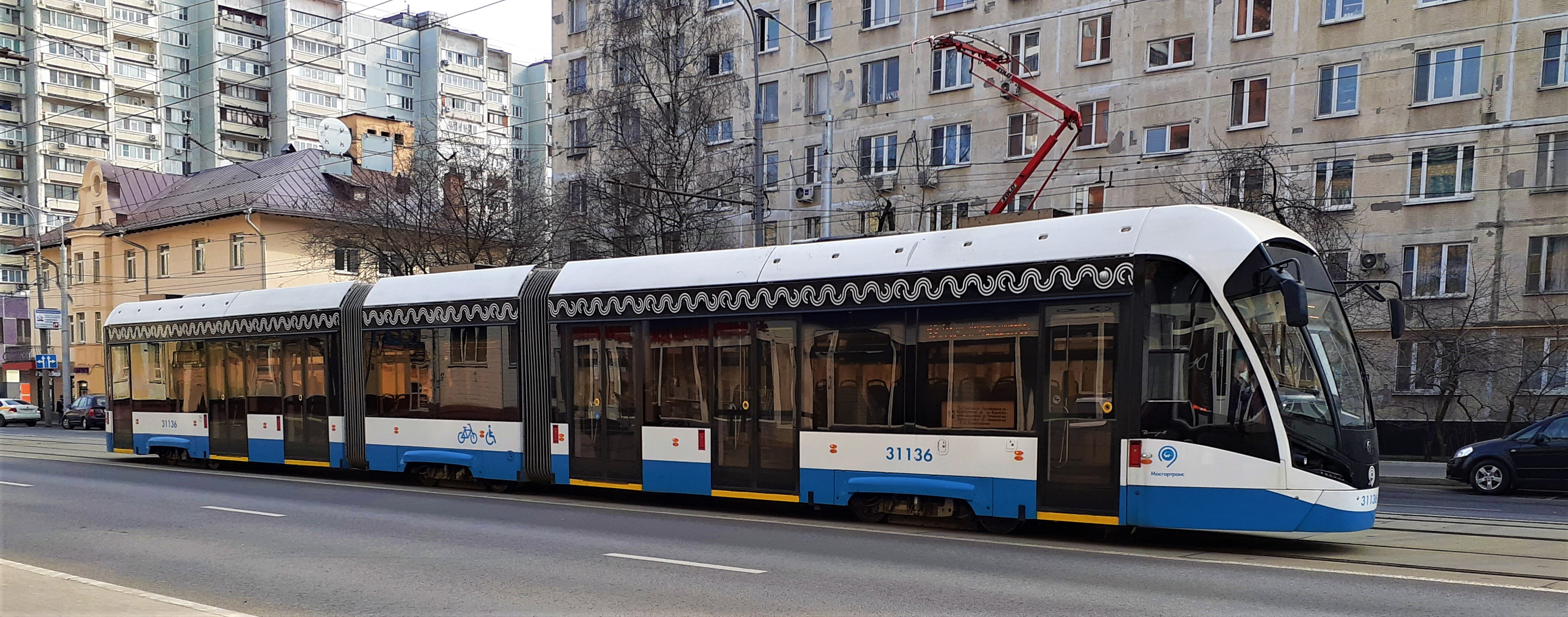
Витязь-М

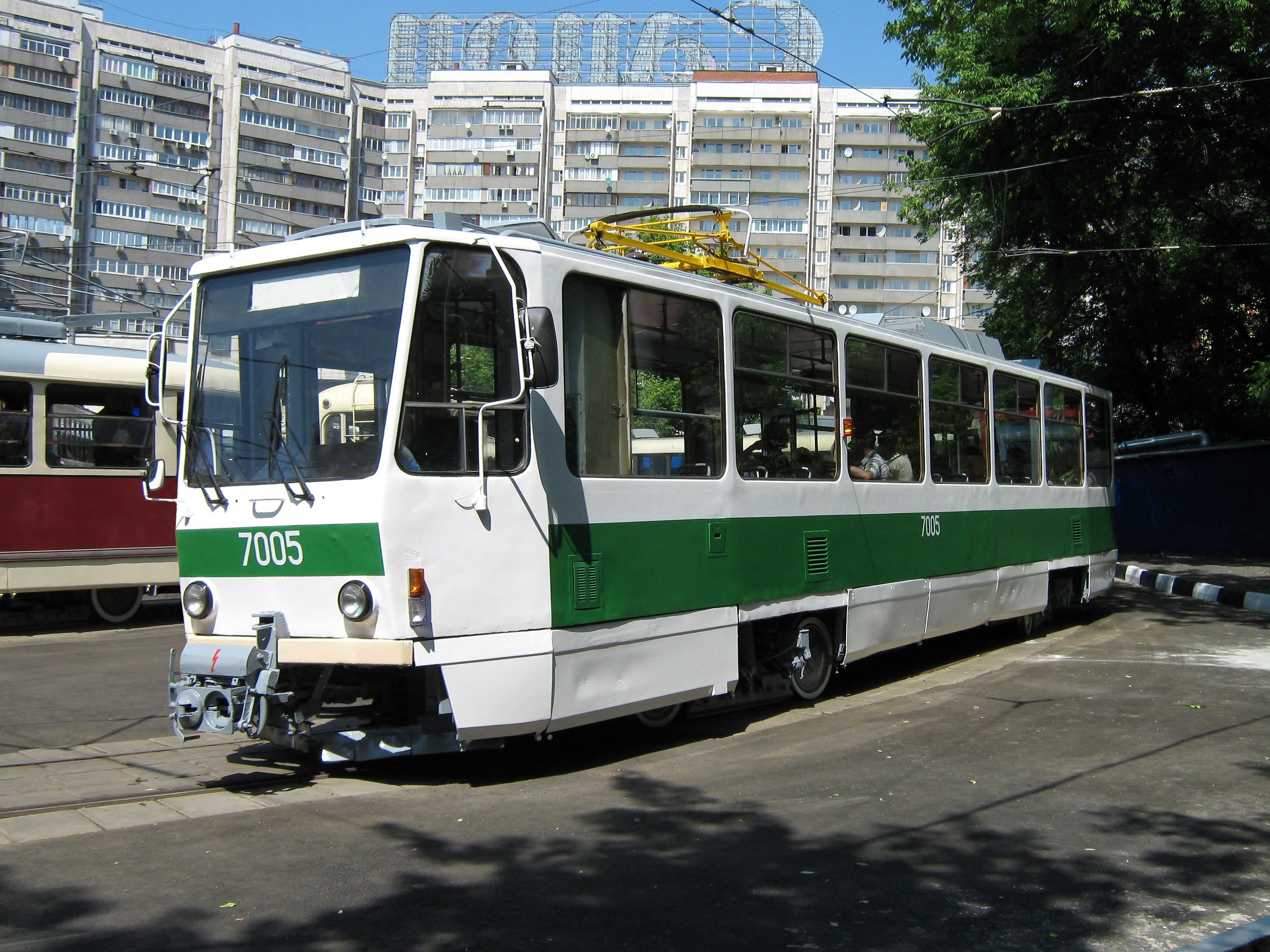
Tatra T7B5

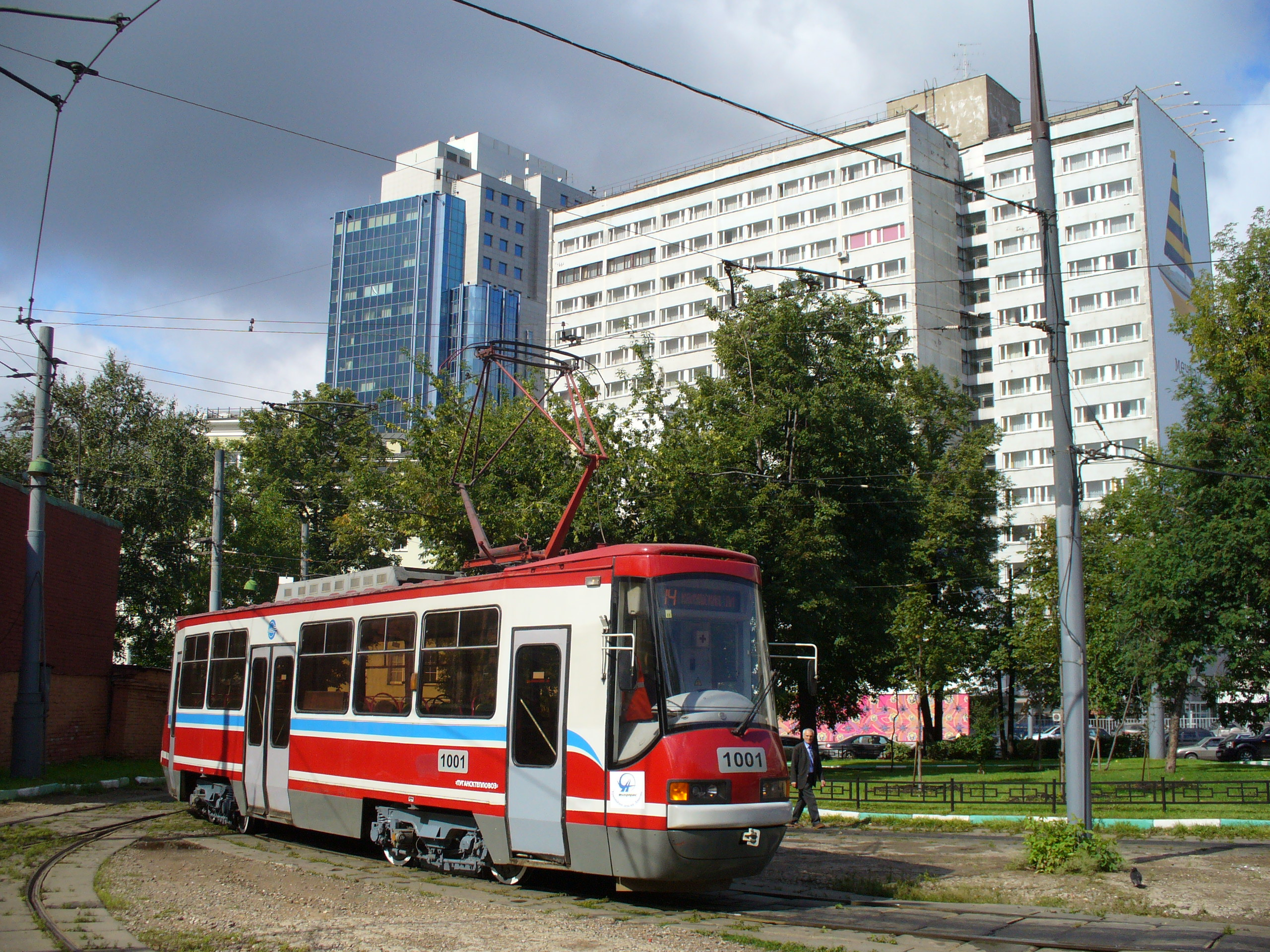
ЛТ-5

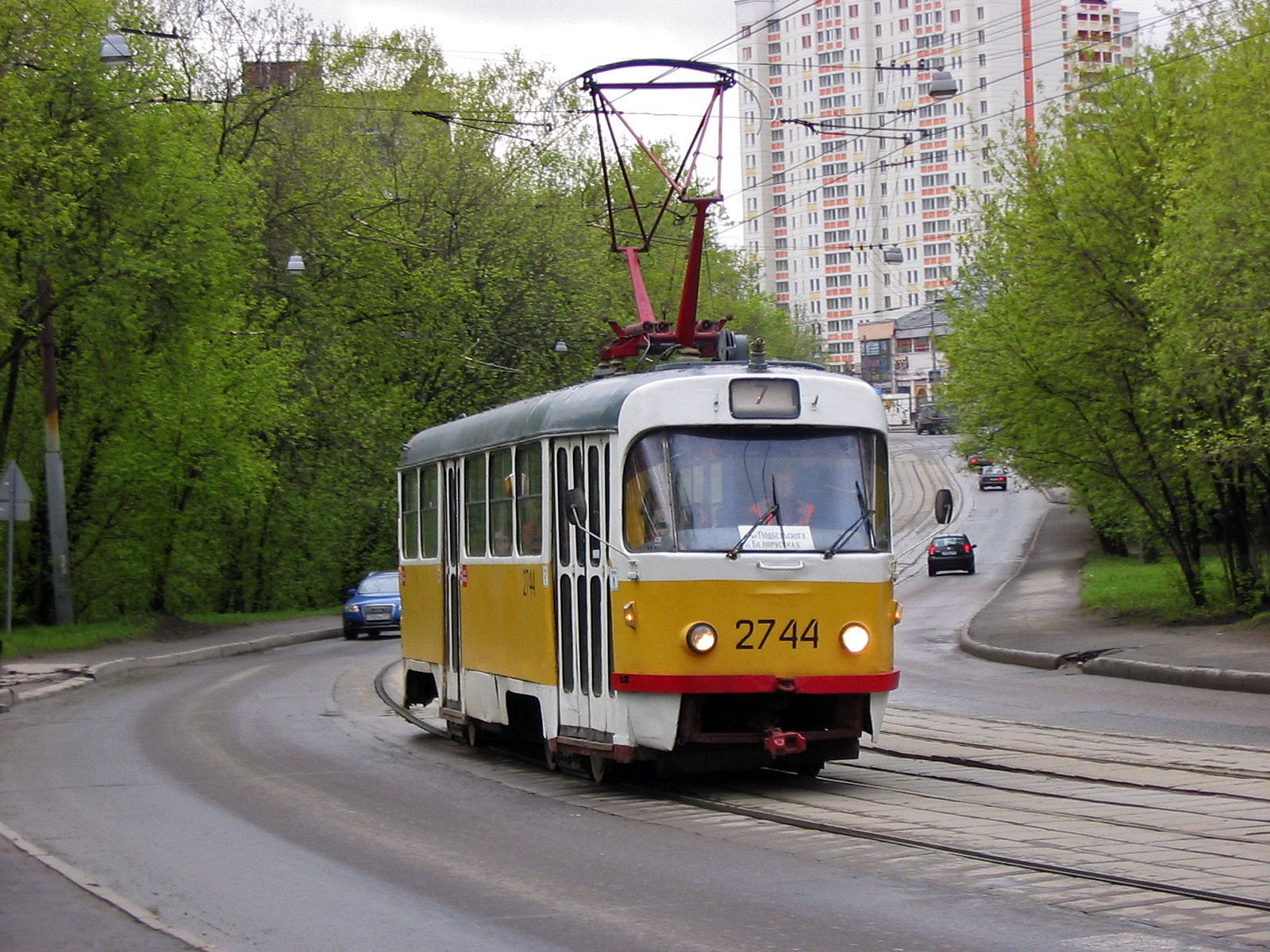
Tatra T3

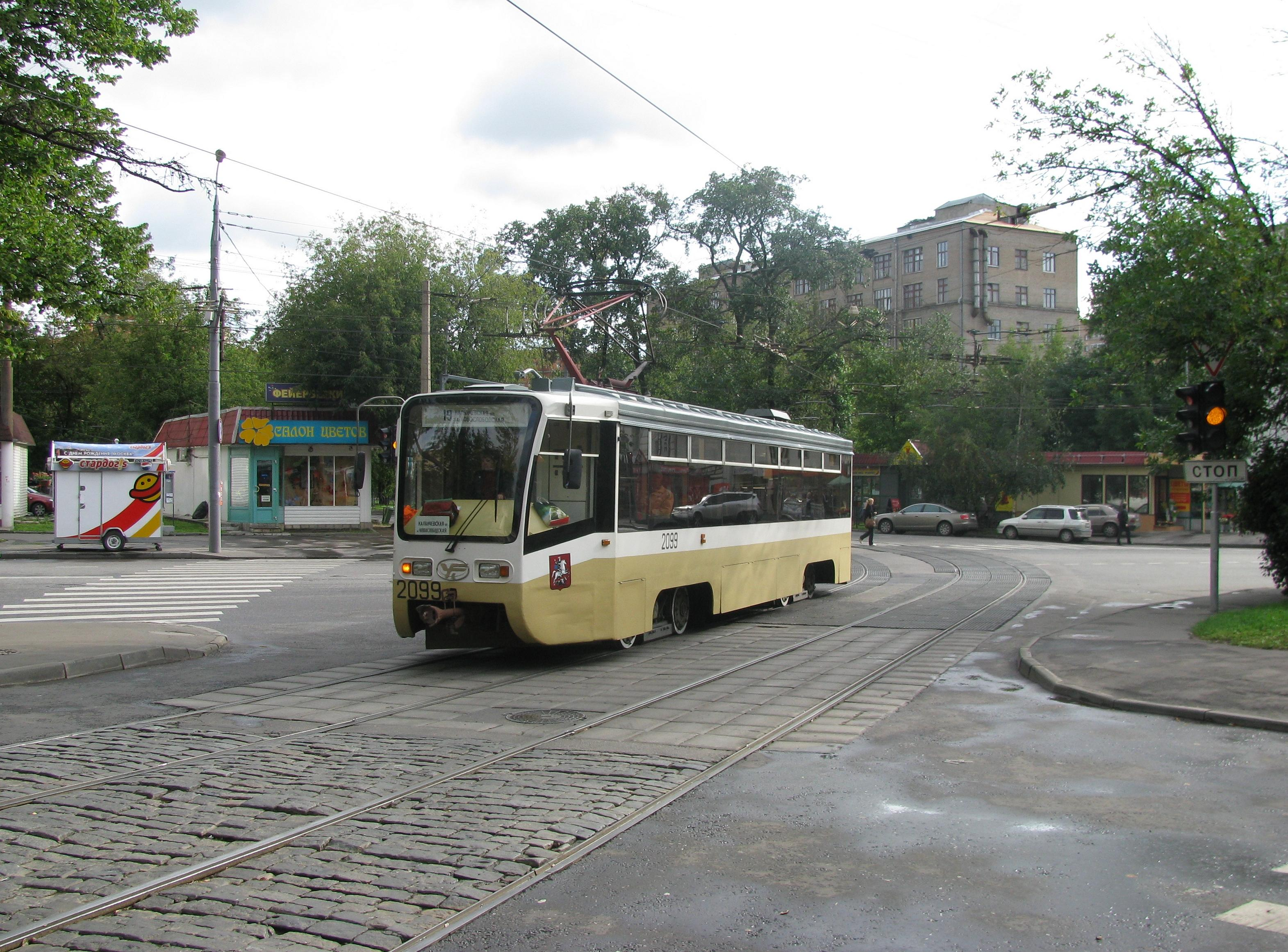
KTM-19

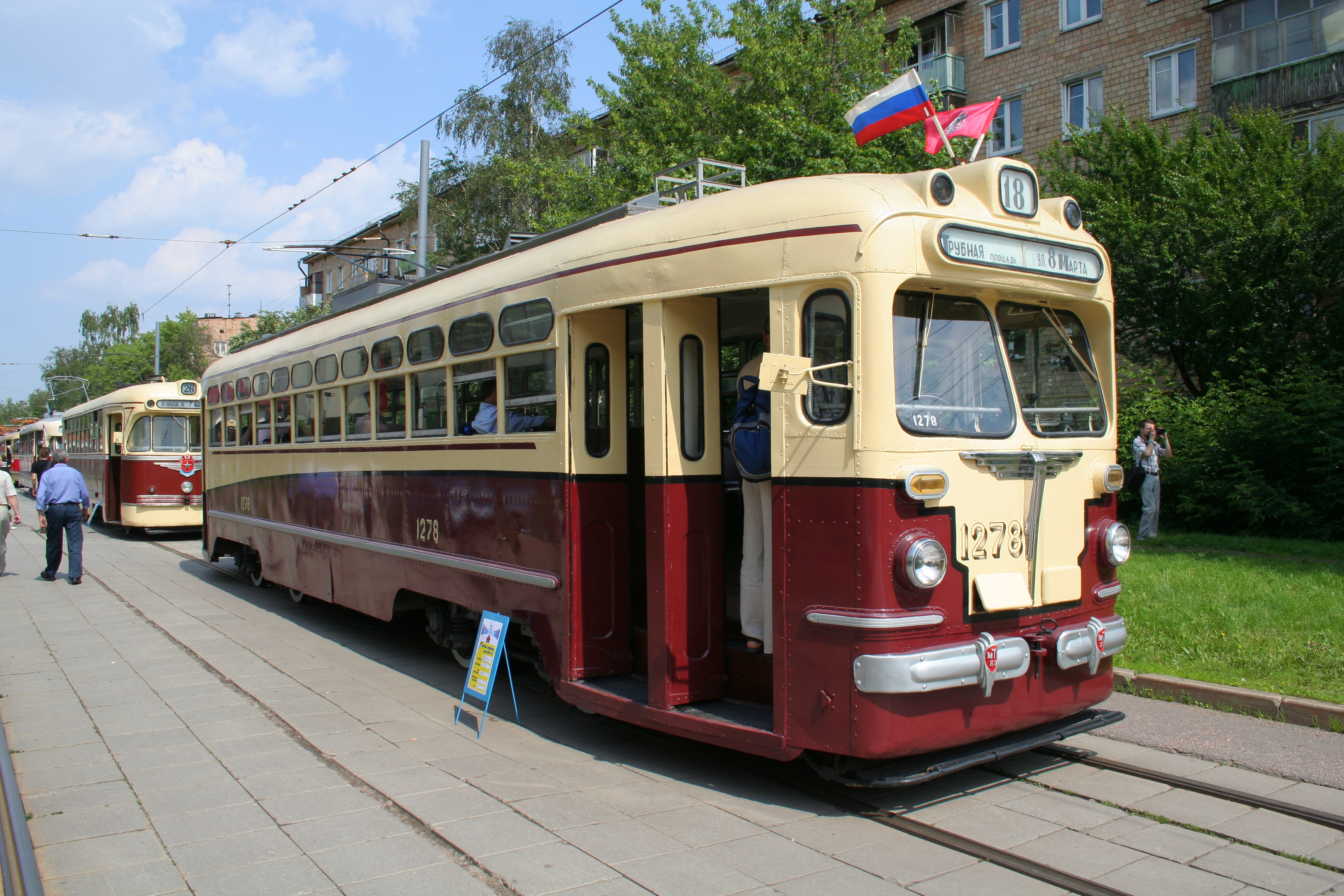
МТВ-82

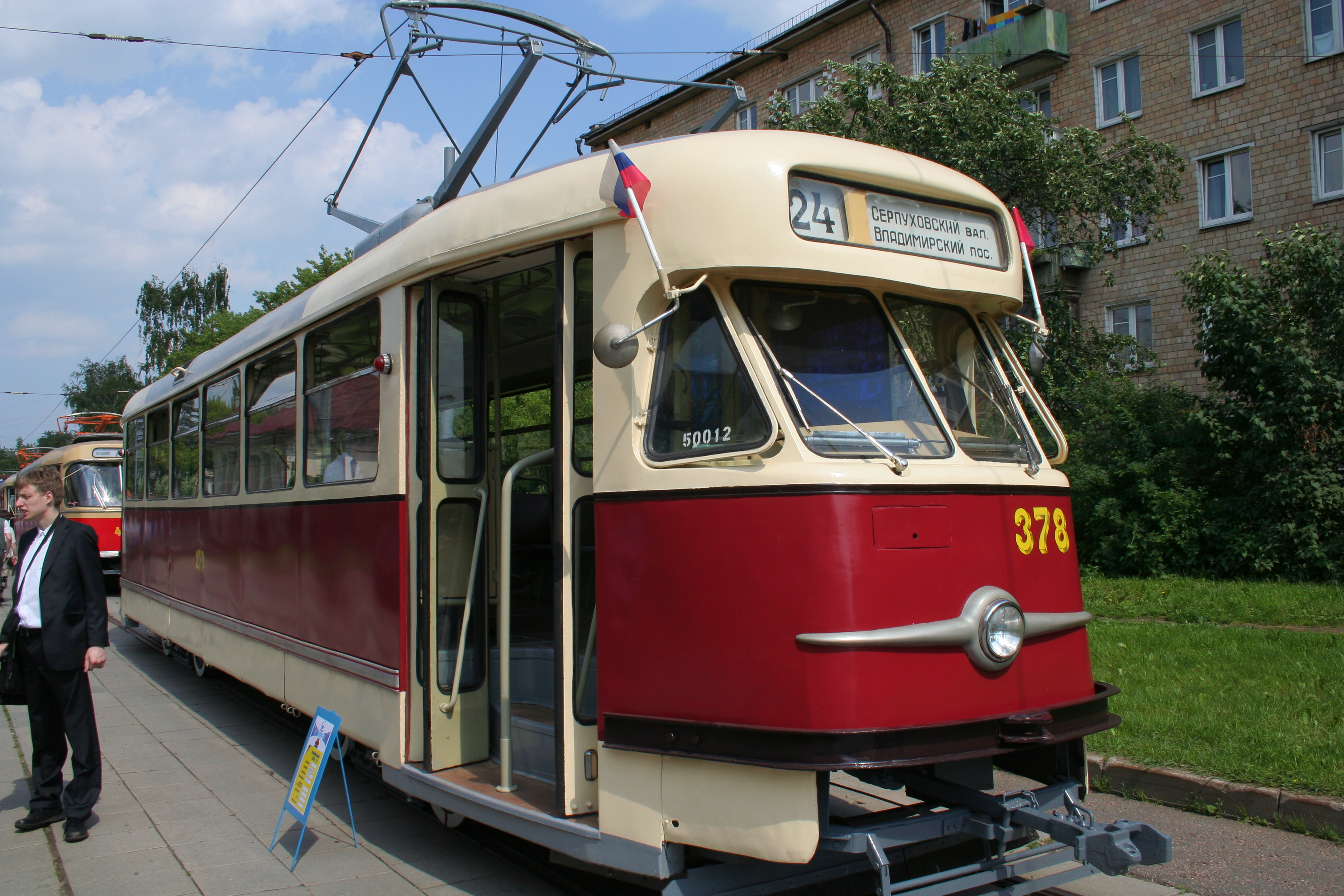
Tatra T2

Московський трамвай — система трамвайного руху в місті Москва. Відкриття трамвайного руху відбулося 25 березня (6 квітня) 1899 року. Регулярний рух трамвая від Бутирської застави до Петровського парку відкрився на наступний день 26 березня (7 квітня).
Станом на квітень-червень 2014 року діє 50 маршрутів, які обслуговуються п'ятьма депо. Довжина ліній (по осі вулиць) становить 181,1 км; довжина колій в одноколійному обчисленні, включаючи колійний розвиток депо, становить на 1 січня 2008 року 416 км. Московське трамвайне господарство експлуатується організацією ГУП «Московський метрополітен».
Трамвай утворює дві ізольовані мережі: основну та Строгінську мережу на північному заході, яку обслуговує Краснопресненське трамвайне депо. Трамваї між двома мережами перевозяться на автомобільних причепах.

## Історія
Першу конку в Москві було введено до експлуатації 22 червня 1872 року. 29 липня 1886 року компанія Compagnie générale des tramways de Moscou et de Russie відкрила два трамвайних маршрути (конки):
- Петровсько-Розумовський
- Воробйовський

6 квітня 1899 року та ж компанія ввела в експлуатацію перші електричні трамваї. У 1901 році перша конка була передана місту. У 1904 році Петровсько-Розумовська лінія була переведена з конки на паровий трамвай. У 1908 році, ліквідовано мережу першої конки, і у 1912 році — другої. У 1922 році було електрифіковано Воробйовську лінію парового трамваю.

## Депо
| Фото | Депо                       | Кількість вагонів |
| ---- | -------------------------- | ----------------- |
|      | ім. Апакова                | На реконструкції  |
|      | Імені Баумана              | 135               |
|      | Краснопресненське          | 191               |
|      | Октябрське                 | 135               |
|      | ім. Русакова               | 120               |
|      | Трамвайний ремонтний завод | 93                |

## Маршрути
| Лінія | Маршрут руху                                                                                           | Депо, яке обслуговує маршрут |
| ----- | --- | ---------------------------- |
| A     | Новокінна площа — Метро «Чисті пруди»                                                                  | Октябрське                   |
| Б     | Сокольницька застава — «Курський вокзал»                                                               | ТРЗ                          |
| 1     | Вулиця Академіка Янгеля — Москворецький ринок                                                          | Октябрське                   |
| 2     | Метрогородок — Метро «Семенівська»                                                                     | Імені Баумана                |
| 3     | Балаклавський проспект — Метро «Чисті пруди»                                                           | Октябрське, ТРЗ              |
| 4л    | Метро «Бульвар Рокосовського» — Метро Бульвар Рокосовського (лінія кільцева, внутрішня сторона кільця) | Імені Баумана                |
| 4п    | Метро «Бульвар Рокосовського» — Метро Бульвар Рокосовського (лінія кільцева, внутрішня сторона кільця) | Імені Баумана                |
| 6     | Братцево — Метро «Сокіл»                                                                               | Краснопресненське            |
| 7     | Метро «Бульвар Рокосовського» — Метро «Білоруська»                                                     | ім. Баумана                  |
| 9     | Метро «Білоруська» —МИИТ                                                                               | ТРЗ                          |
| 10    | Вулиця Кулакова — Метро «Щукинська»                                                                    | Краснопресненське            |
| 11    | Останкіно — 16-а Паркова вулиця                                                                        | ім. Баумана                  |
| 12    | 16-а Паркова вулиця — 2-а вулиця Машинобудування                                                       | ім. Русакова                 |
| 13    | Метрогородок — Каланчевська вулиця                                                                     | ім. Баумана                  |
| 14    | Метро «Університет» — Калузька площа                                                                   | ТРЗ                          |
| 15    | Талліннська вулиця — Метро «Сокіл»                                                                     | Краснопресненське            |
| 16    | Вулиця Академіка Янгеля — Новоданилівський проїзд                                                      | Октябрське                   |
| 17    | Медведково — Останкіно                                                                                 | ім. Баумана                  |
| 20    | Красноказарменна площа — Курський вокзал                                                               | ТРЗ                          |
| 21    | Талліннська вулиця — Метро «Щукинська»                                                                 | Краснопресненське            |
| 23    | Михалково — Метро «Сокіл»                                                                              | Краснопресненське            |
| 24    | Проїзд Ентузіастів — Курський вокзал                                                                   | ім. Русакова                 |
| 25    | Останкіно — Сокольницька застава                                                                       | ім. Баумана                  |
| 26    | Метро «Університет» — Калузька площа                                                                   | Октябрське                   |
| 27    | Метро «Дмитрівська» — Метро «Войківська»                                                               | Краснопресненське            |
| 28    | Проспект Маршала Жукова — Метро «Сокіл»                                                                | Краснопресненське            |
| 29    | Метро «Дмитрівська» — Михалково                                                                        | Краснопресненське            |
| 30    | Вулиця Кулакова — Михалково                                                                            | Краснопресненське            |
| 31    | Проспект Маршала Жукова — Метро «Войківська»                                                           | Краснопресненське            |
| 34    | 16-а Паркова вулиця — метро «Семенівська»                                                              | ім. Русакова                 |
| 36    | Метрогородок — Новогіреєво                                                                             | ім. Русакова                 |
| 37    | Новогіреєво — Каланчевська вулиця                                                                      | ім. Русакова                 |
| 38    | Черемушки — 3 Володимирська вулиця                                                                     | ТРЗ                          |
| 39    | Метро «Університет» — Метро «Чисті пруди»                                                              | Октябрське                   |
| 43    | Угрешська — 3 Володимирська вулиця                                                                     | Октябрське                   |
| 45    | Новокінна площа — Сокольницька застава                                                                 | Октябрське                   |
| 46    | Метро «Бульвар Рокосовського» — Октябрське трамвайне депо                                              | ім. Русакова                 |
| 47    | Нагатино — Калузька площа                                                                              | Октябрське                   |
| 49    | Нагатино — Новоданилівський проїзд                                                                     | Октябрське                   |
| 50    | Проїзд Ентузіастів — Метро «Новослобідська»                                                            | ім. Русакова                 |

## Пасажирський рухомий склад
| Світлина                             | Тип                | Модифікації                                            | Кількість |
| ------------------------------------ | ------------------ | ------------------------------------------------------ | --------- |
|                                      | 71-931М «Витязь-М» | 71-931М «Витязь-М», 71-931М1, 71-931М2 «Витязь-Москва» | 399       |
|                                      | Tatra T3           | МТТЧ, МТТЕ, МТТМ, МТТА                                 | 128       |
|                                      | PESA Fokstrot      | 71-414                                                 | 70        |
|                                      | KTM-23             | 71-623-02                                              | 66        |
|                                      | 71-911ЕМ «Львенок» | 71-911ЕМ «Львенок»                                     | 4         |
| Музейний і непрацюючий рухомий склад |                    |                                                        |           |
|                                      | Tatra KT3          | KT3R                                                   | 1         |
|                                      | Vario LF           | Vario LF                                               | 1         |
|                                      | KTM-19             | 71-619А, 71-619К                                       | 20        |
|                                      | KTM-21             | 71-621                                                 | 1         |
|                                      | ЛМ-99              | ЛМ-99АЕ                                                | 11        |
|                                      | 71-405             | 71-405-08                                              | 2         |
|                                      | Alstom Citadis 301 | Alstom Citadis 301 (71-801)                            | 1         |
|                                      | ЛМ-2008            | ЛМ-2008 (71-153, 71-153.3)                             | 1         |
|                                      | КТМА               | КТМА                                                   | 1         |
|                                      | ЛТ-10              | ЛТ-10                                                  | 1         |
|                                      | KTM-30             | KTM-30                                                 | 1         |
|                                      | КТМ-16             | КТМ-16                                                 | 1         |
|                                      | LM-2000            | ЛМ-2000                                                | 1         |
|                                      | KTM-8              | 71-608К, 71-608КМ, 71-617                              |           |

Нумерація трамваїв:
- перші дві цифри (30 та 31) означають скільки секцій у вагоні. Тобто 30 — односекційний, 31 — має більше секцій ніж одну.

У  Москві переважна більшість — це трисекційні вагони. Решта трьох цифр означає просто нумерацію вагонів. Є ще ті вагони, що досі мають старі чотиризначні номери (музейні не рахуються).
Лінійні вагони пронумеровані таким чином:
- 301хх—302хх — Татри
- 303хх—304хх — 71-623
- 305хх — 71-414
- 306хх — 71-911ЕМ
- 310хх—314хх — 71-931М.

Інші нестандартні вагони, наприклад типу «Кобри» або «Альстома», мають № 30699 та 30698 відповідно.